# Deceased
A Deceased (lemezborítóikon gyakran Deceased...-ként stilizálva) amerikai death/thrash metal együttes.

## Története
1984-ben alakult a Virginia állambeli Arlington-ban, Mad Butcher néven. King Fowley és Doug Souther alapították. 1985-ben Evil Axe-ra változtatták a nevüket, 1986-ban lett Deceased a nevük. Ugyanerre az évre kialakult a felállás. 1988-ban Steven Souther autóbaleset következtében elhunyt. A baleset során Rob Sterzel és Lawrence L. Ruscio is elhunytak. Sterzel helyére Lee Snyder került. 1990-ben Souther is elhagyta a zenekart, helyére Mike Smith került. 2003-ban Dave Castillo lett a dobos, ő végül 2018-ban hagyta el az együttest. 2007-ben Mark Adams is kilépett a Deceased-ből, helyére Shane Fuegal került.

## Tagok
- King Fowley - ének (1984-), dob (1986-2002, 2008-2012, 2018), basszusgitár (1984-1986)
- Amos Rifkin - dob (2018-)
- Mike Smith - gitár (1990-)
- Shane Fuegal - gitár (2007-)
- Lee Snyder - basszusgitár (1988-)

## Korábbi tagok
- Mark Adams - gitár (1984-2007)
- Doug Souther - gitár (1984-1990)
- Rob Sterzel - basszusgitár (1986-1988, 1988-ban elhunyt)
- Marcel DeSantos - dob (1984-1986)
- Dave Castillo - dob (2003-2008, 2012-2018)

## Diszkográfia
- Luck of the Corpse (1991)
- The Blueprints for Madness (1995)
- Fearless Undead Machines (1997)
- Supernatural Addiction (2000)
- As the Weird Travel On (2005)
- Surreal Overdose (2011)
- Ghostly White (2018)

## Egyéb kiadványok
Demók
- The Evil Side of Religion (1986)
- Birth by Radiation (1988)
- Nuclear Exorcist (1989)
- One Night in the Cemetery (1989)
- Live with the Legions (1992)
- Demo I 1995
- Demo II 1995

Középlemezek
- Gut Wrench (1991)
- 13 Frightened Souls (1993)
- Behind the Mourner's Veil (2001)
- Inject the Ugliness (2007)

Koncertalbumok
- Up the Tombstones!!! (2000)
- Blood Orgy in College Park - Stalking the Airwaves!!! (2010)
- The Figure of Uneasiness (2014)